# Tolga Ünlü
Tolga Ünlü (Erlenbach am Main, 10 settembre 1989) è un calciatore tedesco, di origini turche, difensore del Beykoz SK 1908.